# Kynologi

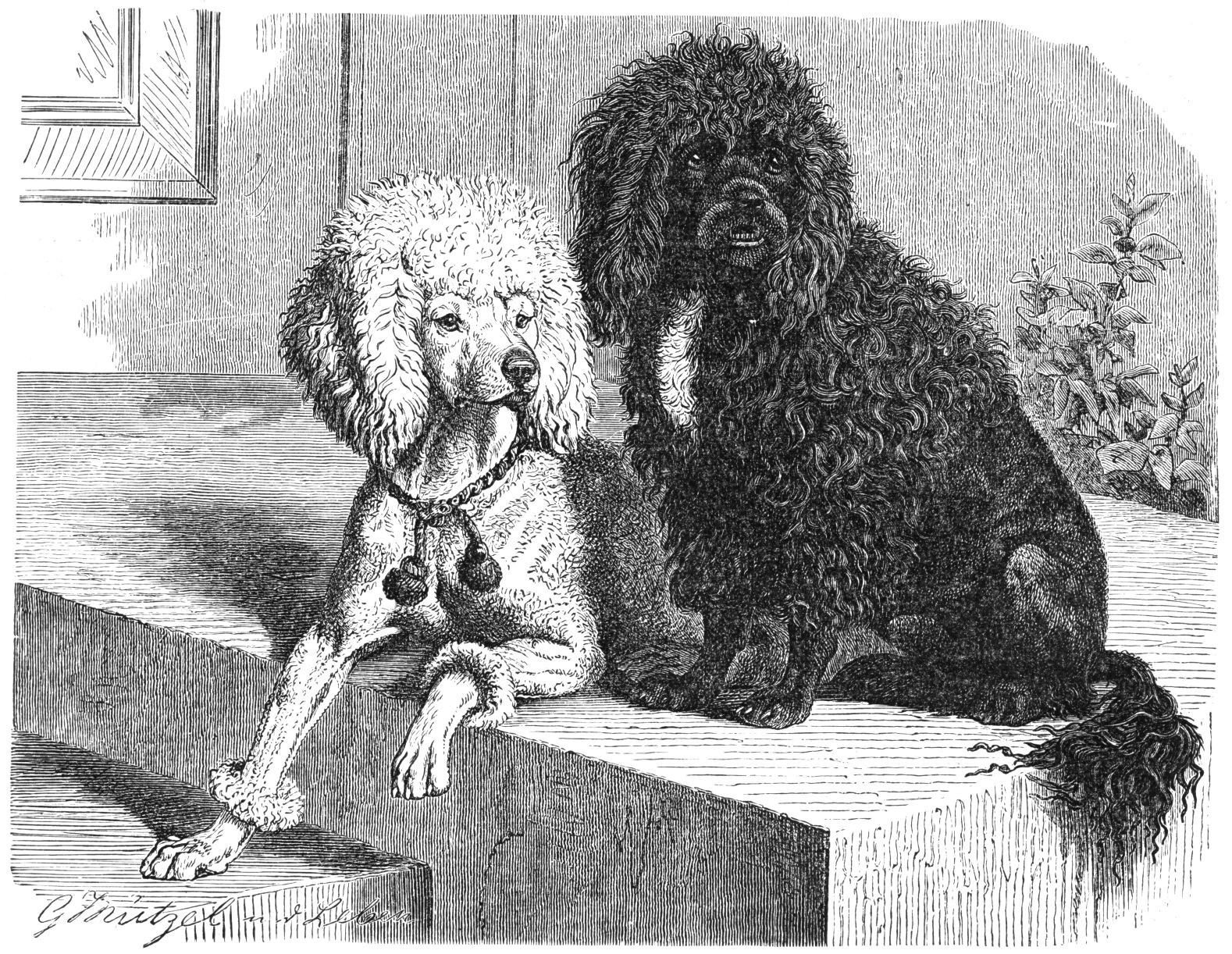
Pudlar, typiska tamhundar

Kynologi är läran om tamhunden som djur och som redskap i människans tjänst. I utvidgad bemärkelse så innefattar kynologin även kunskapen om hundraserna, dressyr och hundsjukdomar. Det är dock inte en vetenskap i klassisk bemärkelse, utan mer av en praktisk lära.
Ordet kommer av grekiska κυνός (kynós), genitiv av κύων (kýon, ’hund’) och λογία (logía, ’lära’).
Hundar har troligen så länge de varit i människans tjänst, tagits om hand av människorna. För att förmå hunden till önskvärda beteenden har människan tränat den. Detta är grunden för kynologin – människans behov av att förstå hunden och kunna använda den.
I Östeuropa används termen mer allmänt om hundförare, vilket för en svensk kan verka förvirrande.